# アニメーションマスター
アニメーションマスター (Animation:Master) は、3DCGアニメーション制作ソフトウェア。通称アニマス。対応OSはWindowsとMacOS。
多くの3DCGアニメーション制作ソフトウェアが立体を表現するのにポリゴンを用いているのに対し、アニマスではスプラインが用いられている。このため、複雑な曲線によって構成される人物（キャラクター）のモデリングに強みを発揮する。
アメリカ合衆国ワシントン州バンクーバーのハッシュ社 (Hash, Inc.) が開発・販売する、ハッシュ社の主力商品。
日本ではかつてアートウェア株式会社が販売していたが、ソフトウェア販売業からの撤退により、2006年7月31日販売終了、2006年12月31日サポート終了。ハッシュ社が直接販売・サポートするようになった。